# 1888.
◄ | 18. stoljeće | 19. stoljeće | 20. stoljeće | ►
◄ | 1850-ih | 1860-ih | 1870-ih | 1880-ih | 1890-ih | 1900-ih | 1910-ih | ►
◄◄ | ◄ | 1885. | 1886. | 1887. | 1888. | 1889. | 1890. | 1891. | ► | ►►
Arhitektura • Astronomija • Biologija • Film • Fotografija • Glazba • Kazalište • Kemija • Kiparstvo • Knjige • Književnost • Kršćanstvo • Meteorologija • Medicina • Planinarstvo • Politika • Pravo • Promet • Slikarstvo • Šport • Znanost • Zrakoplovstvo • Željeznički promet

## Događaji
- 17. srpnja – Papa Lav XIII. uspostavio odlikovanje Pro Ecclesia et Pontifice.
- 31. kolovoza – Pronađena prva žrtva Jacka Trbosjeka.
- 12. rujna – Dogodio se sukob između cara Franje Josipa I. i đakovačkog biskupa Josipa Jurja Strossmayera poznat pod nazivom bjelovarska afera.
- 29. rujna - Selo Bulinac bilo je na naslovnici engleskih novina "The Graphic". Povod su bile vojne vježbe na području Nove Rače, Drljanovca i Bulinca, kojima su prisustvovali car Franjo Josip I. prijestolonasljednik Rudolf te engleski princ od Walesa, kasnije kralj Edvard VII. Primjerak novina čuva se u Gradskom muzeju u Bjelovaru.
- 14. listopada – Snimljen Roundhay Garden Scene, najstariji sačuvani film na svijetu.
- 29. listopada – Usvojena Carigradska konvencija o Suezu.
- 24. studenoga – Osnovano Američko matematičko društvo.[1]
- Uskršnji otok se konačno pripojio Čileu po Policarpo Toru, ugovoru o pripajanju otoka (Tratado de Anexión de la isla) koji je vlada Čilea potpisala zajedno s urođenicima.
- U Kijevu je proslavljena 900. godišnjica pokrštavanja Rusa.
- Utemeljen Catholic Herald.

## Rođenja
- 2. travnja – Grga Novak, hrvatski povjesničar i arheolog († 1978.)
- 17. svibnja – Anton Durković, rumunjski biskup hrvatskog i austrijskog podrijetla († 1951.)
- 20. svibnja – fra Bernardin Sokol, hrvatski glazbenik i mučenik († 1944.)
- 28. svibnja – Velimir Deželić mlađi, hrvatski književnik, kazališni pisac, urednik, političar, sociolog, etnograf i socijalni radnik († 1976.)
- 17. kolovoza – Trofima Miloslavić, hrvatska katolička redovnica († 1950.)
- 1. rujna – Andrija Štampar, hrvatski liječnik, specijalist higijene i socijalne medicine († 1958.)
- 16. rujna – Vladimir Arko, hrvatski poduzetnik († 1945.)
- 1. listopada – Zvonko Milković, hrvatski pjesnik i putopisac († 1978.)
- 6. listopada – Maria Bertilla Boscardin, talijanska svetica († 1922.)
- 28. listopada – Kārlis Zāle, latvijski kipar i likovni umjetnik († 1942.)
- 1. studenog – Mihael Sopoćko, poljski rimokatolički svećenik, blaženik († 1975.)
- 9. studenog – Jean Monnet, francuski političar († 1979.)
- 10. studenog – Andrej Tupoljev, ruski konstruktor zrakoplova († 1972.)
- 18. studenog – Frances Marion, američka scenaristica († 1973.)
- 19. studenog – José Raúl Capablanca, kubanski šahist i svjetski prvak u šahu od 1921. do 1927. († 1942.)
- 10. prosinca – Stjepan Škreblin, hrvatski matematičar († 1982.)
- 16. prosinca – Aleksandar I Karađorđević, kralj Kraljevine Jugoslavije († 1934.)

## Smrti
- 14. ožujka – Giacomo Cusmano, talijanski blaženik (* 1834.)
- 4. srpnja – Theodor Storm, njemački književnik (* 1817.)
- 21. srpnja – Matthias Joseph Scheeben, njemački teolog (* 1835.)
- 3. prosinca – Carl Zeiss, njemački optičar (* 1816.)
- 18. prosinca – Antun Mažuranić, hrvatski jezikoslovac (* 1808.)

## Vanjske poveznice
|  | Zajednički poslužitelj ima još gradiva o temi 1888. |

1. ↑  The New York Mathematical Society